# Schöllenen
Schöllenen (rétorománsky La Scalina) je soutěska ve švýcarském kantonu Uri mezi obcemi Göschenen na severu a Andermatt na jihu. Úžinou protéká řeka Reuss. Přes řeku vede známý Ďáblův most (Teufelsbrücke) a přestavěný most Häderlisbrücke.

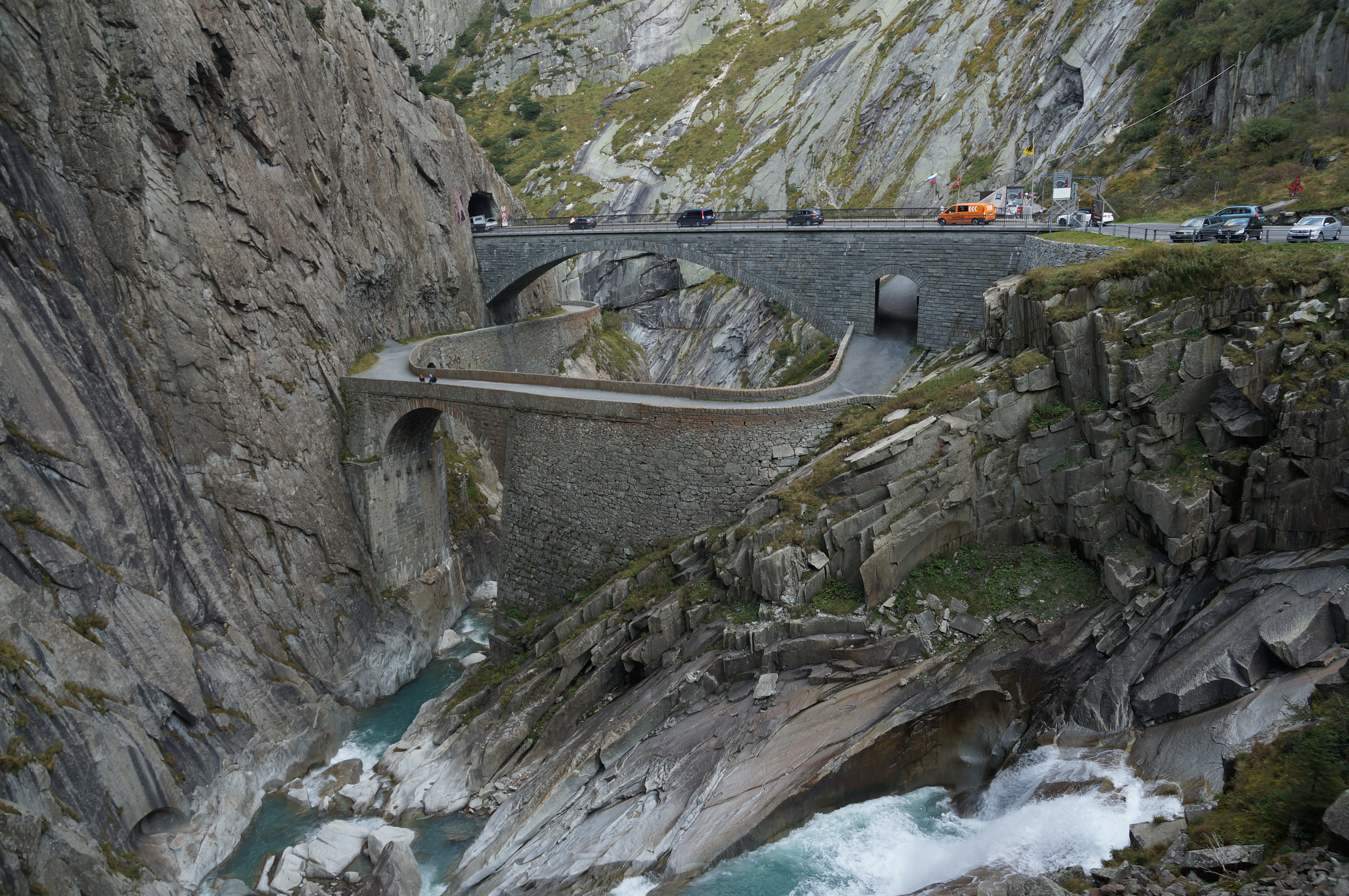
Úzký klíčový úsek v soutěsce s druhým a třetím mostem.

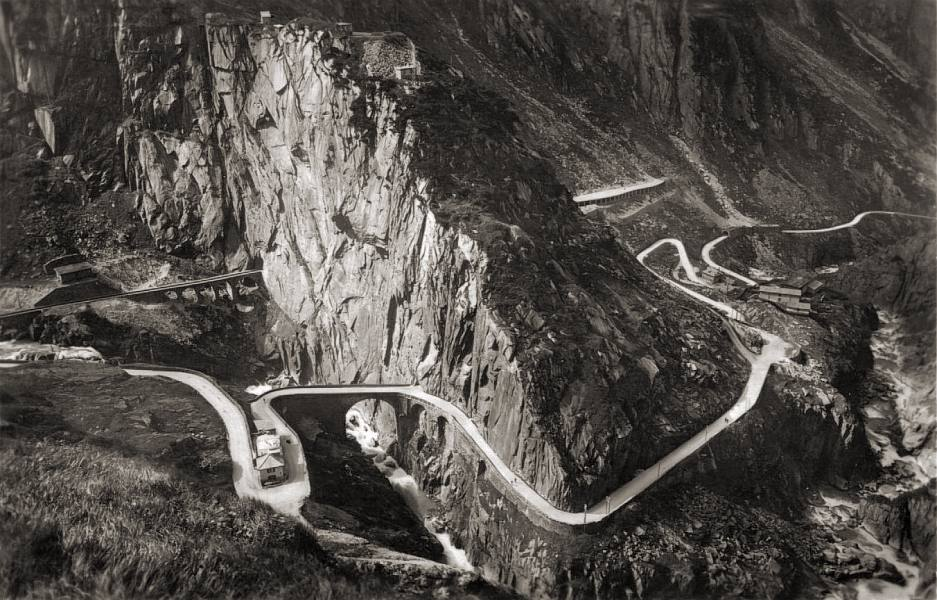
Schöllenen v roce 1934 s kolejemi Schöllenenské dráhy v pozadí.

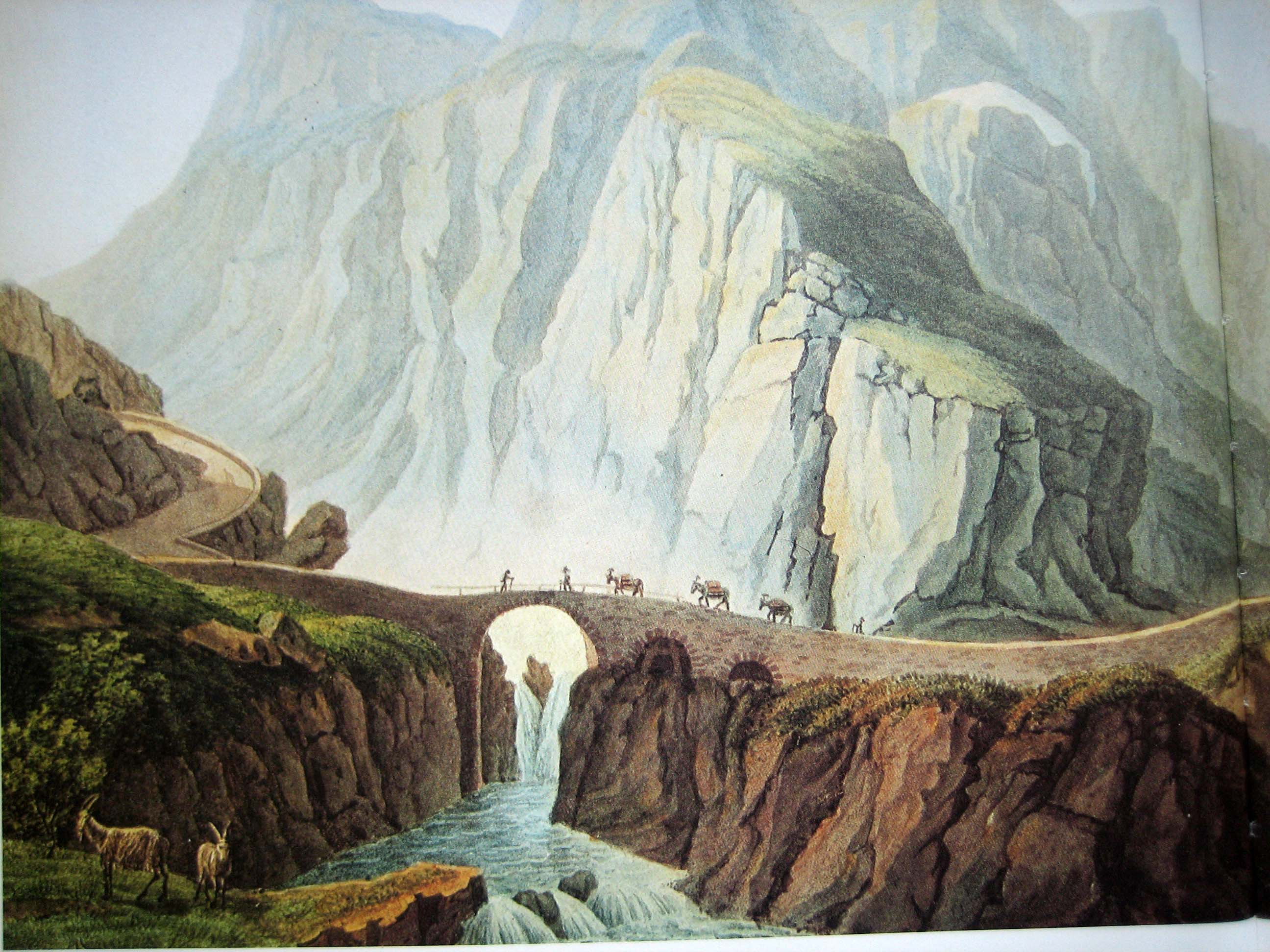
Druhý Ďáblův most

Divoká soutěska Schöllenen byla od nepaměti obtížně překonatelnou překážkou na trase přes Gotthardpass, který spojuje kanton Uri s Ticinem. Pravděpodobně kolem roku 1200 to byli Walserové z údolí Ursern, kam se dalo dostat pouze na sever přes Bäzberg, kteří poprvé zpřístupnili soutěsku vybudováním na tehdejší poměry odvážné stezky pro mezky s několika mosty, což představovalo významný krok ve vývoji Švýcarska.

## Název
V dřívějších dobách byla do skály vytesána stupňovitá stezka z Bäzbergu dolů do Schöllenen. Místo, kde cesta vstupuje do rokle, se nazývá Steiglen, což odpovídá latinskému slovu scalineae (= schody) a rétorománskému slovu scalina jako původu názvu Schöllenen.

## Historie

### Twärrenbrücke

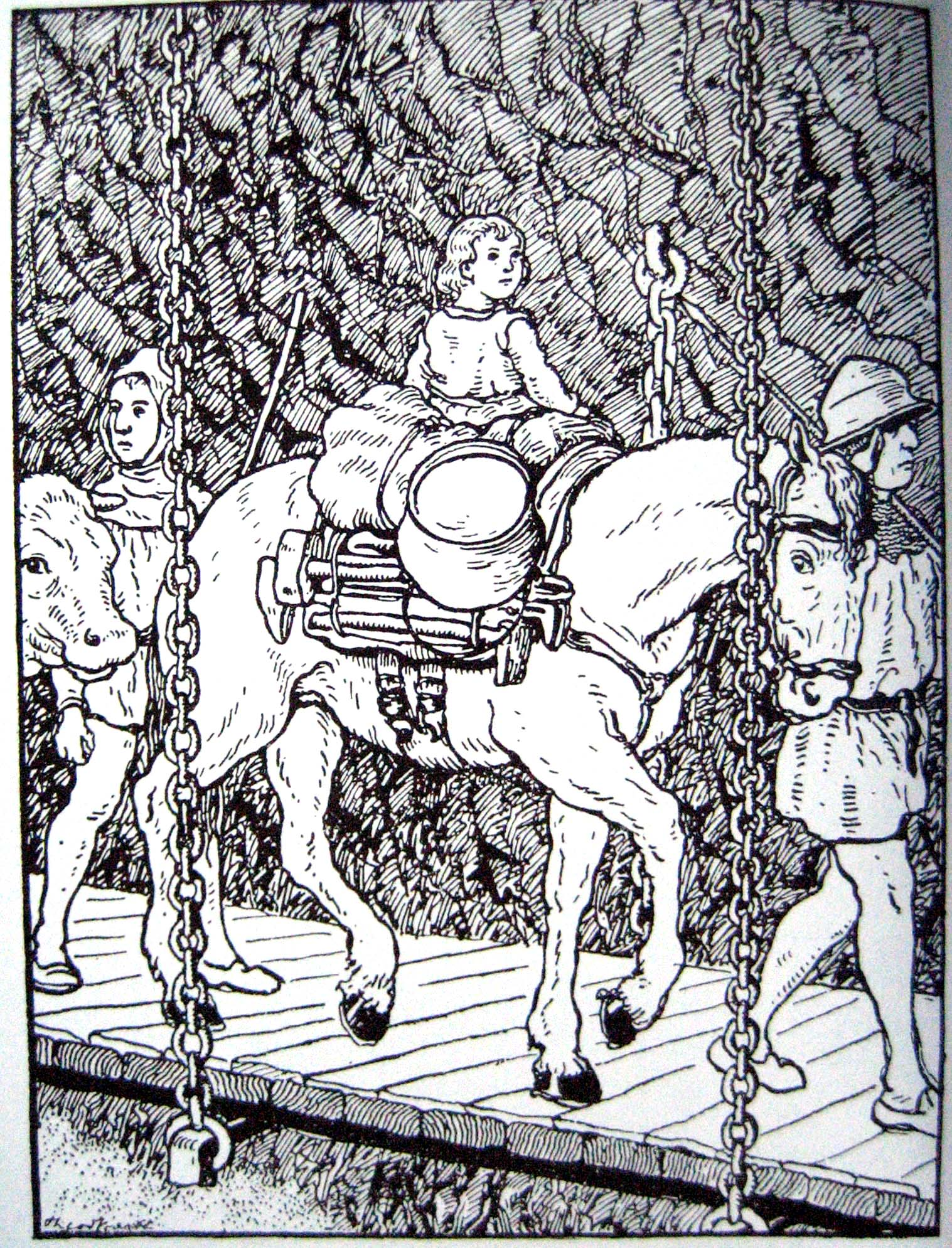
lávka Twärrenbrücke

Než mohl být postaven první most přes řeku Reuss, bylo třeba zprůchodnit soutěsku Schöllenen. Protože tvrdá skála svažující se téměř kolmo k řece Reuss neumožňovala vybudovat pevnou stezku, přišel podle tradice kolem roku 1220 kovář z Göschenenu nebo Andermattu s nápadem připevnit ke skalní stěně podél Chilchbergu řetězy, na kterých byly zavěšeny nosné trámy vyčnívající ze skály. Na tyto příčné trámy se položila prkna, která vytvořila vlastní most. Jiná teorie o konstrukci lávky říká, že ze skály na skálu byly nataženy příčné trámy uložené ve výklencích, na kterých spočívala vlastní prkna lávky.
Lze předpokládat, že Walserové sehráli důležitou roli při budování cesty přes Schöllenen. Předpokládá se, že měli technické dovednosti získané při stavbě vodovodů (suonen) v nesjízdném terénu a cest a mostů ve strmých údolích Valais.
Přesné datum výstavby není stanoveno. První dochovaný popis cesty přes Gotthard pochází z roku 1234 od brémského kanovníka a opata Alberta von Stade.
Lávka Twärrenbrücke dlouhá 60 m existovala až do roku 1707. Název Twärrenbrücke pochází od příčných trámů, přes které cesta vedla. Twärrenbrücke je často mylně nazýván "stiebender Steg". Stiebende Steg je však jiný název pro první Teufelsbrücke.

### První Teufelsbrücke
První dřevěný most přes řeku Reuss byl postaven kolem roku 1230. V roce 1595 byl nahrazen pevným kamenným mostem. Po dokončení druhého mostu v roce 1830 se přestal používat a byl ponechán k rozpadu. Zřítila se 2. srpna 1888. Jeho základy jsou stále patrné na severní straně řeky.
V berlínském parku Klein-Glienicke stojí od roku 1837 nakloněná replika zničeného prvního kamenného Teufelsbrücke, která imituje přechod přes Alpy: severní část parku s lesními úseky představuje německou krajinu, zatímco jižnější část parku ukazuje širší, otevřený terén jako v Itálii. Mezi nimi se nachází na berlínské poměry značný výškový rozdíl, který představuje Alpy.

### První tunel: Urnerloch
→ Hlavní článek: Urnerloch
Protože však řeka Reuss most a lávku opakovaně poškozovala - v roce 1707 strhla velká povodeň i Twärrenbrücke - hledal se jiný způsob, jak dopravu přes soutěsku vést.
Dne 20. září 1707 byl Pietro Morettini, mistr pevnostní stavby z Cerentina v údolí Valle Maggia a žák francouzského pevnostního stavitele a architekta Vaubana, pověřen vybudováním nové cesty skrze skálu. Práce měly být zahájeny do dvou týdnů a prováděny až do konce, aby se nejpozději na jaře 1709 mohlo nerušeně a volně projíždět. Smlouvu podepsali Morettini a za údolí Urssern Johannes Russi, který byl v letech 1700-1702 starostou údolí Urseren.
K údivu všech byl 64 metrů dlouhý tunel, první tunel alpské silnice, dokončen už po jedenácti měsících, kolem 15. srpna 1708. Ukázalo se, že náklady byly vyšší, než se počítalo, nikoli však Morettiniho vinou. Podle smlouvy měla stavba stát 1680 francouzských tolarů, ve skutečnosti však stavba stála 3080. Aby Morettini neutrpěl žádnou škodu, zaručili mu obyvatelé Uri 1400 francouzských tolarů jako přídavek. Ursern zaplatil a bylo mu povoleno zvýšit clo, dokud nebyly pokryty náklady.

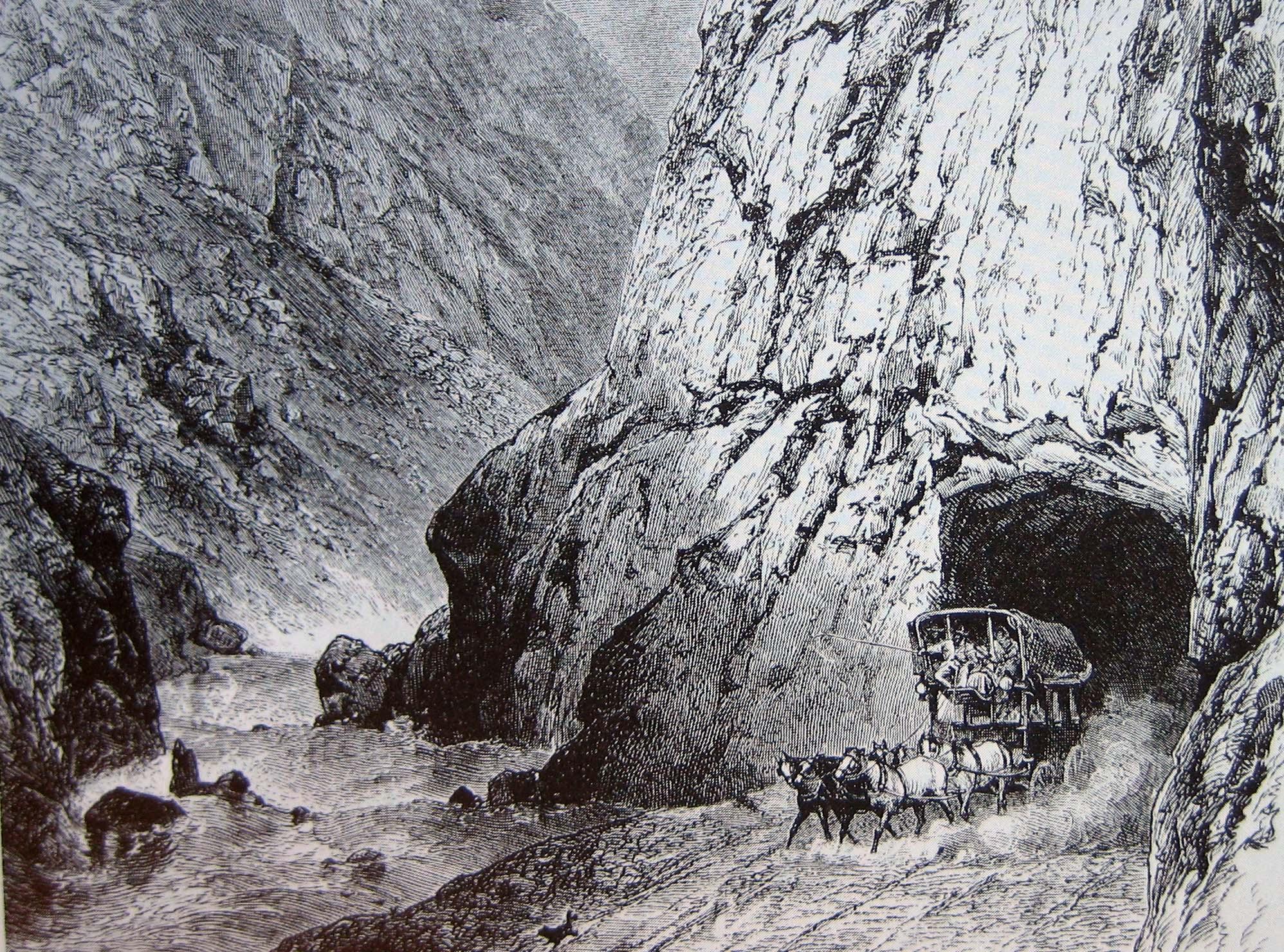
Dostavník před Urnerlochem
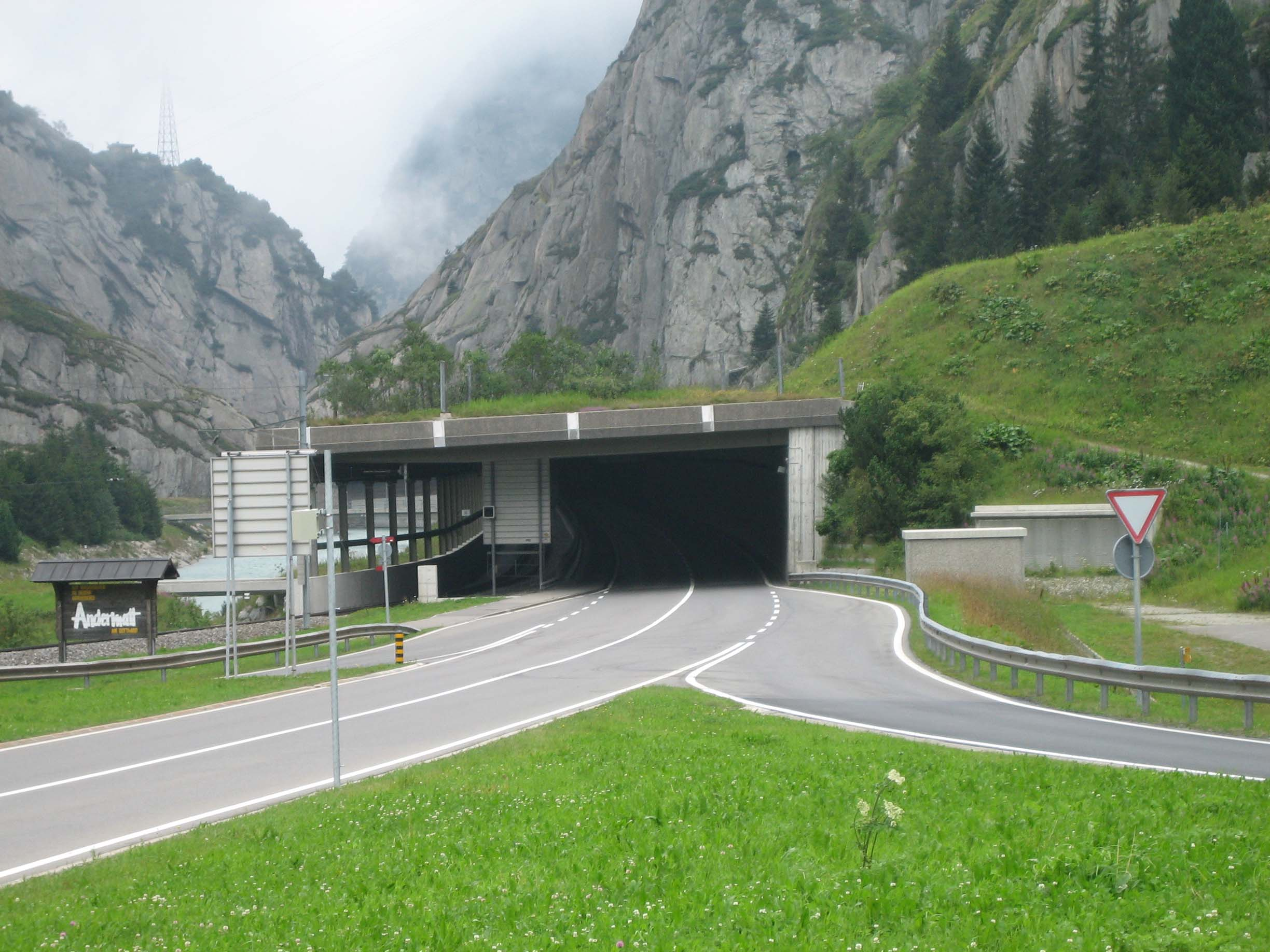
Stejné místo v roce 2007
Sáňkařská kolona vlakové roty v ledovém Urnerlochu (1914-1918)

### Druhá koaliční válka

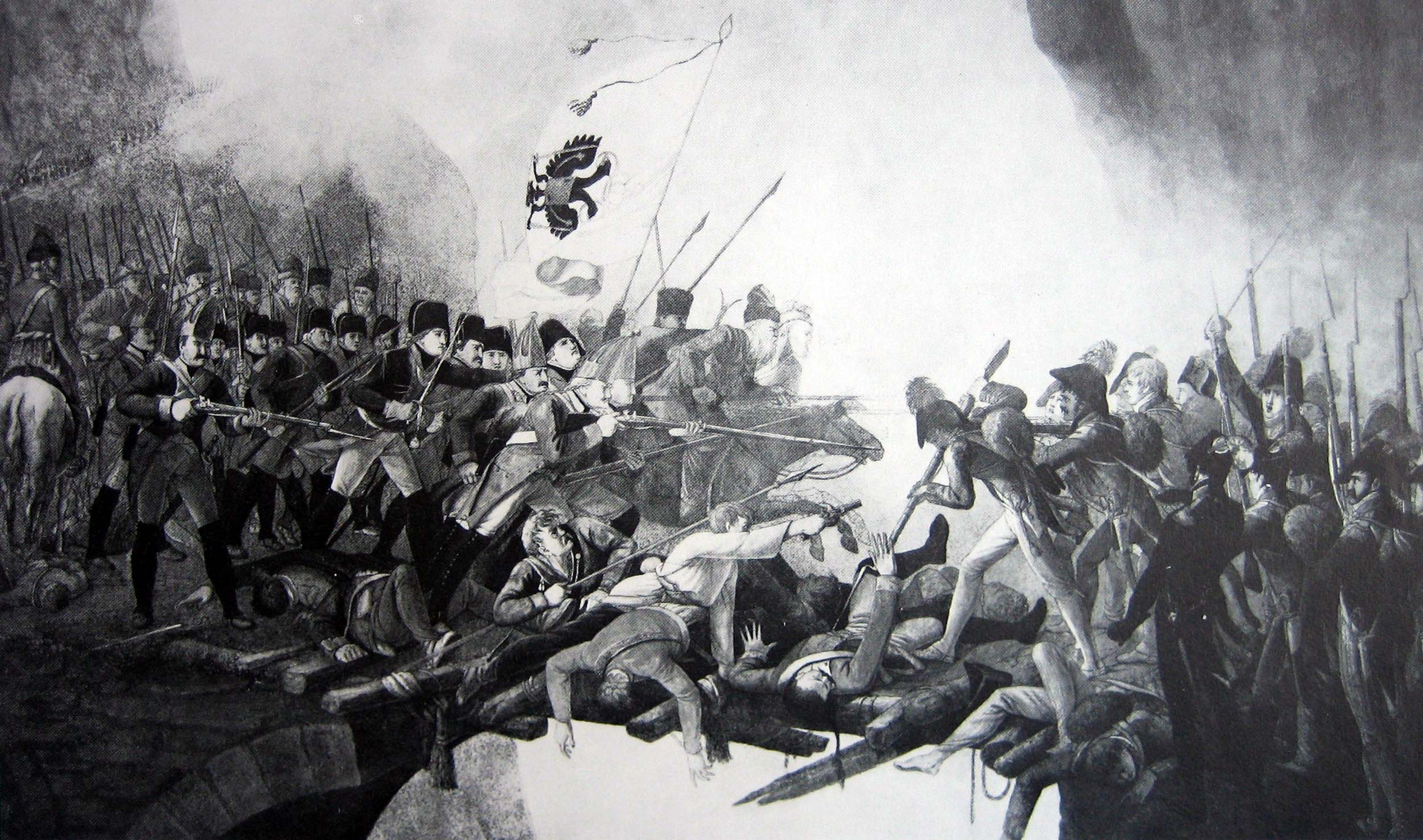
Boj Rusů (vlevo) proti Francouzům (vpravo) na Ďábelském mostě.

Během druhé koaliční války se 25. září 1799 v okolí Schöllenenské soutěsky odehrály boje mezi napoleonskými vojsky pod velením Clauda-Jacquese Lecourba a ruskými jednotkami pod velením generála Alexandra Suvorova. První Teufelsbrücke byl vážně poškozený a neprůjezdný. Teprve o více než třicet let později vznikla náhrada v podobě druhého Teufelsbrücke.
Poblíž Ďáblova mostu stojí Suvorovův pomník z roku 1899, který připomíná tuto bitvu.

### Druhý Teufelsbrücke

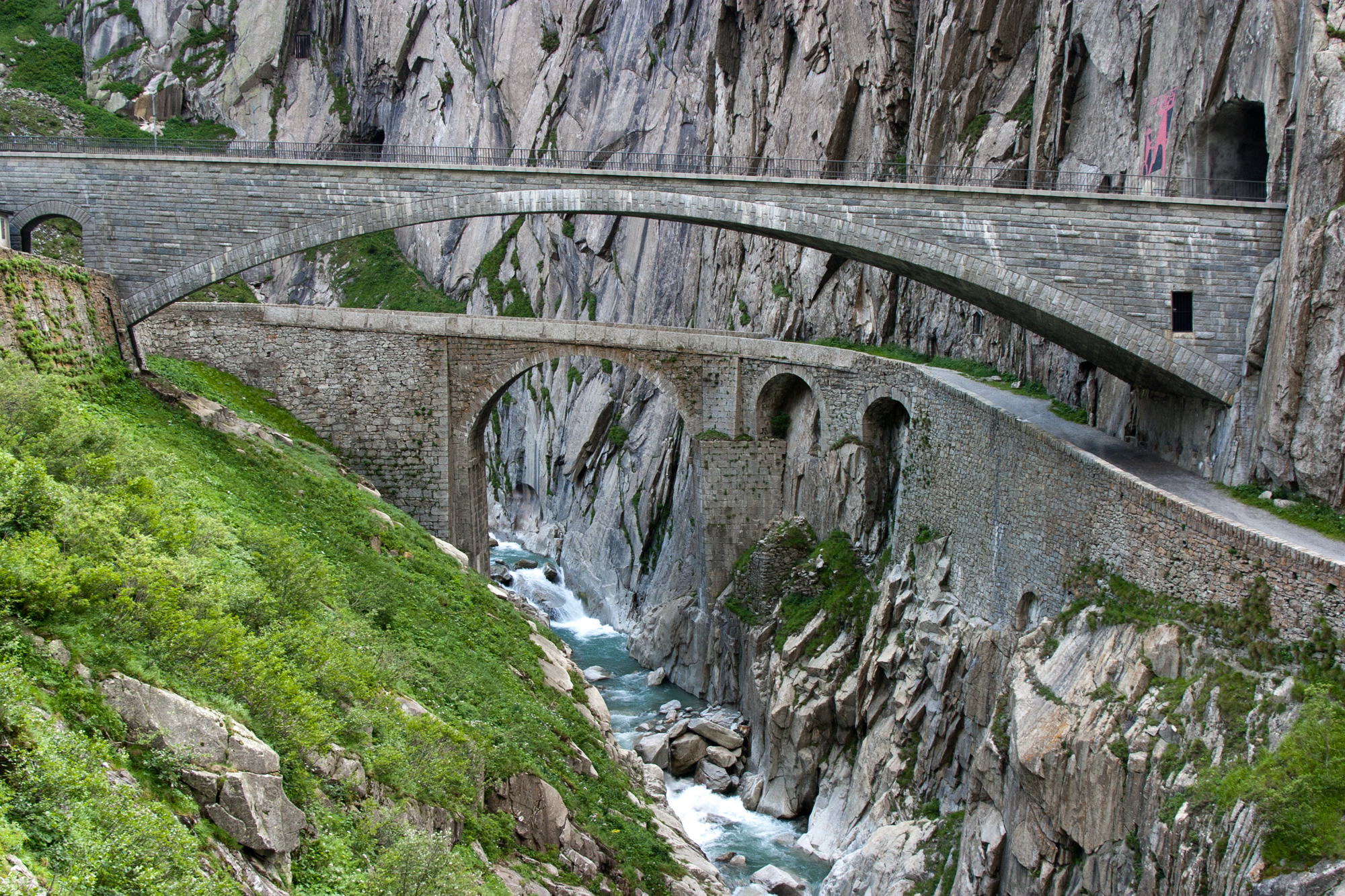
Druhý Teufelsbrücke (vzadu) a třetí Teufelsbrücke (vpředu) v soutěsce Schöllenen. Uprostřed jsou základy prvního mostu.

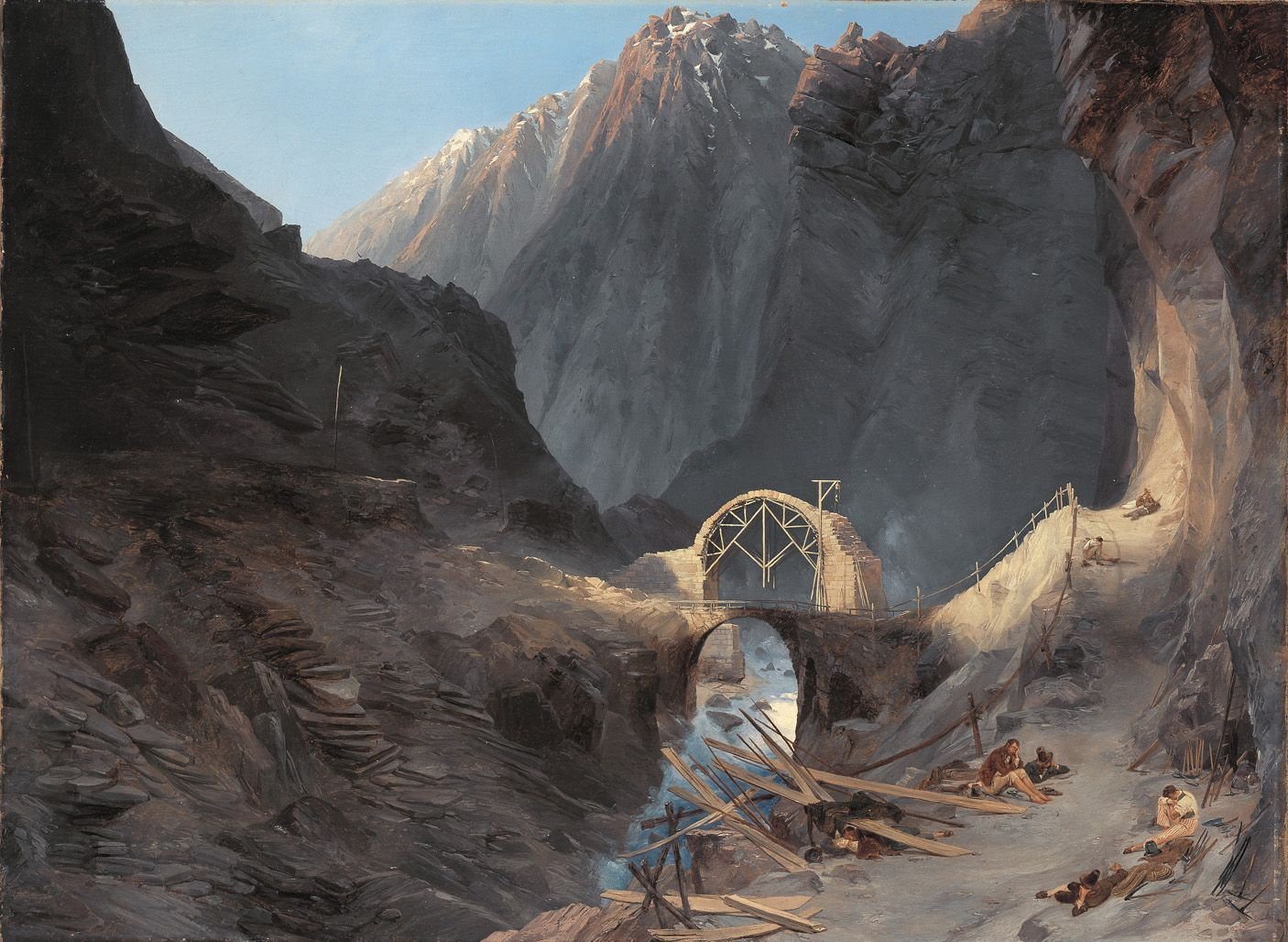
Stavba Teufelsbrücke (Carl Blechen, cca 1830)

Po skončení koaličních válek v roce 1815 zavládly v kantonu Uri hospodářské potíže. Kvůli nedostatku finančních prostředků se prozatím nepodařilo most a průsmykovou silnici znovu zprůjezdnit a doprava na jih byla stále častěji vedena přes Splügenpass. Teprve v roce 1820 mohla být zadána zakázka na stavbu druhého Teufelsbrücke, který byl dokončen po deseti letech výstavby a existuje dodnes. Dnes slouží nemotorové dopravě a je mimo jiné součástí severojižní trasy.

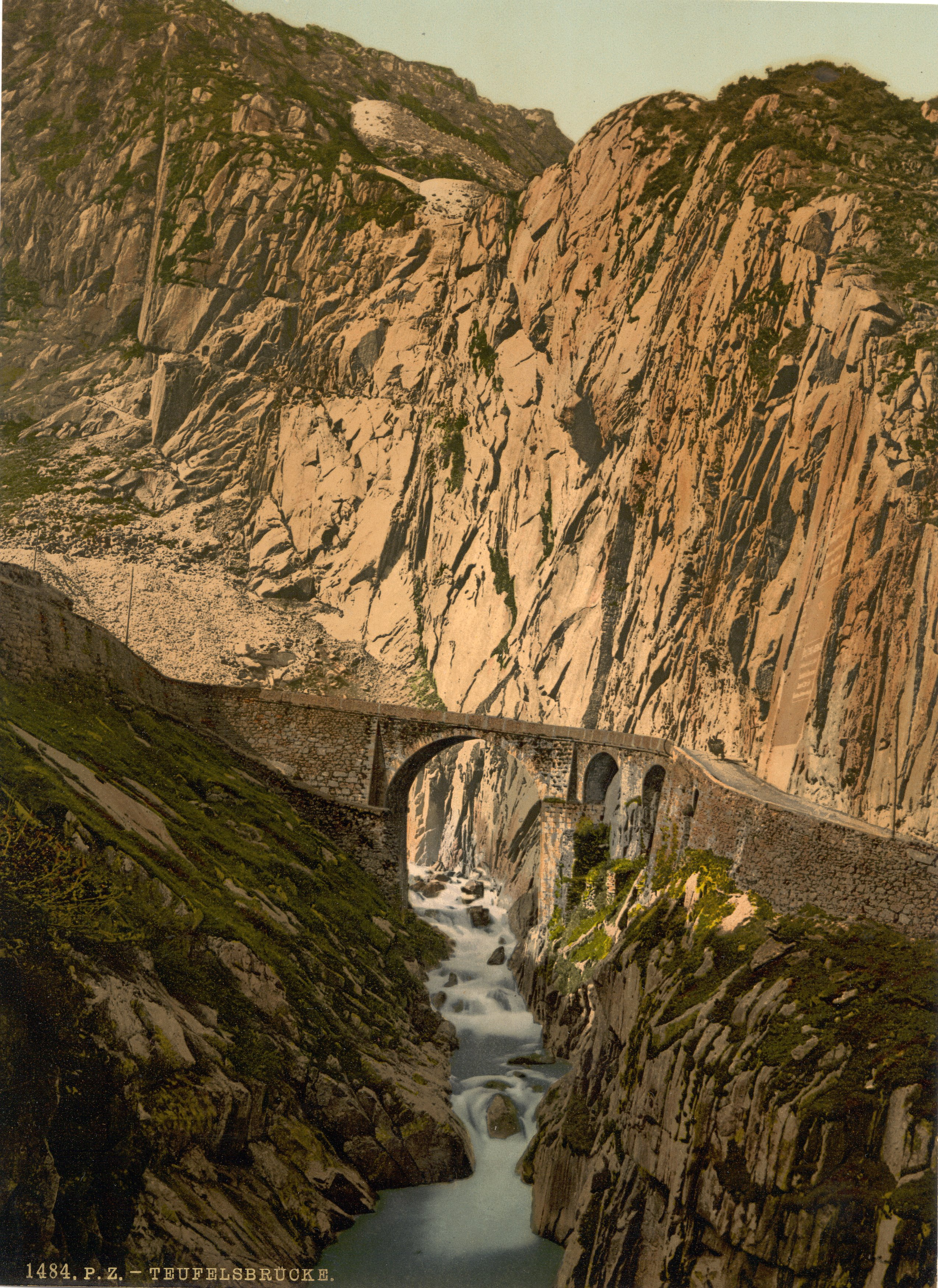
Druhý Teufelsbrücke kolem roku 1900

### Železnice Schöllenen
Čtyři kilometry dlouhá Schöllenenská dráha spojuje Göschenen s Andermattem od roku 1917. Ozubnicová trať má maximální sklon 179 promile.

### Přehrada
V letech 1920 až 1944 bylo vypracováno několik projektů vodních elektráren, které počítaly s výstavbou až 208 metrů vysoké přehrady na Urnerlochu. V údolí Urseren by tak vznikla přehrada, což by vedlo k přesídlení obcí Andermatt, Hospental a Realp, což by se dotklo asi 2000 lidí. Kvůli odporu místních obyvatel byl projekt elektrárny Urseren v roce 1954 zrušen. Místo toho byl v Urnerlochu vybudován odběr vody pro elektrárnu Göschenen.

### Třetí Teufelsbrücke
V polovině 20. století už druhý Teufelsbrücke a úzká silnice nestačily nárokům moderní dopravy. V roce 1958 byl proto otevřen třetí Teufelsbrücke, který se nachází asi 30 metrů východně od druhého mostu a je mírně vyvýšený a vede přímo do Fadeggtunelu, který byl rovněž nově vybudován. Se dvěma jízdními pruhy se silnice lépe přizpůsobila rostoucímu provozu.
Nad mostem je na skalní stěně vyrytý pozoruhodný obraz ďábla od malíře Heinricha Daniotha z Uri, vytvořený v roce 1950 olejovými barvami. V roce 2008 byl červený obraz při vandalském činu potřísněn modrou olejovou barvou a v létě 2009 byl rozsáhle restaurován.

### Legenda o Teufelsbrücke
Podle legendy postavil první Teufelsbrücke ďábel. Obyvatelům Uri se opakovaně nepodařilo postavit most. Nakonec jeden z guvernérů zoufale vykřikl: "Do sell der Tyfel e Brigg bue! (Ať si ďábel postaví most!) Sotva to řekl, postavil se před lid Uri a navrhl smlouvu. Postavil by most a na oplátku by dostal duši prvního člověka, který by most přešel. Když ďábel most postavil, poslali chytří lidé z Uri přes most kozla. Ďábel se kvůli této lsti velmi rozzlobil a přinesl kámen vysoký jako dům, kterým chtěl most rozbít. Potkal však zbožnou ženu, která na kámen vytesala kříž. Ďábel byl tak zmaten Božím znamením, že když hodil kámen, minul most. Kámen propadl celou soutěskou Schöllenen až pod vesnici Göschenen.
Skála z aarské žuly pod Göschenenem se nazývá "Čertův kámen". V roce 1973 byla skála o váze asi 2000 tun nákladem 300 000 švýcarských franků přemístěna o 127 metrů, aby se uvolnila cesta pro stavbu gotthardské dálnice. V moderním pokračování lidové pověsti je přemístění Čertova kamene obviňováno z hromadění dopravních nehod na 4. kilometru 17kilometrového Gotthardského silničního tunelu.

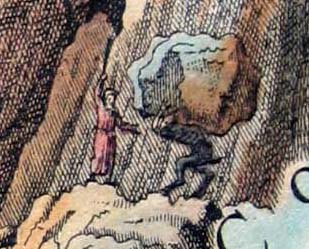
Detail Scheuchzerovy mapy z roku 1712
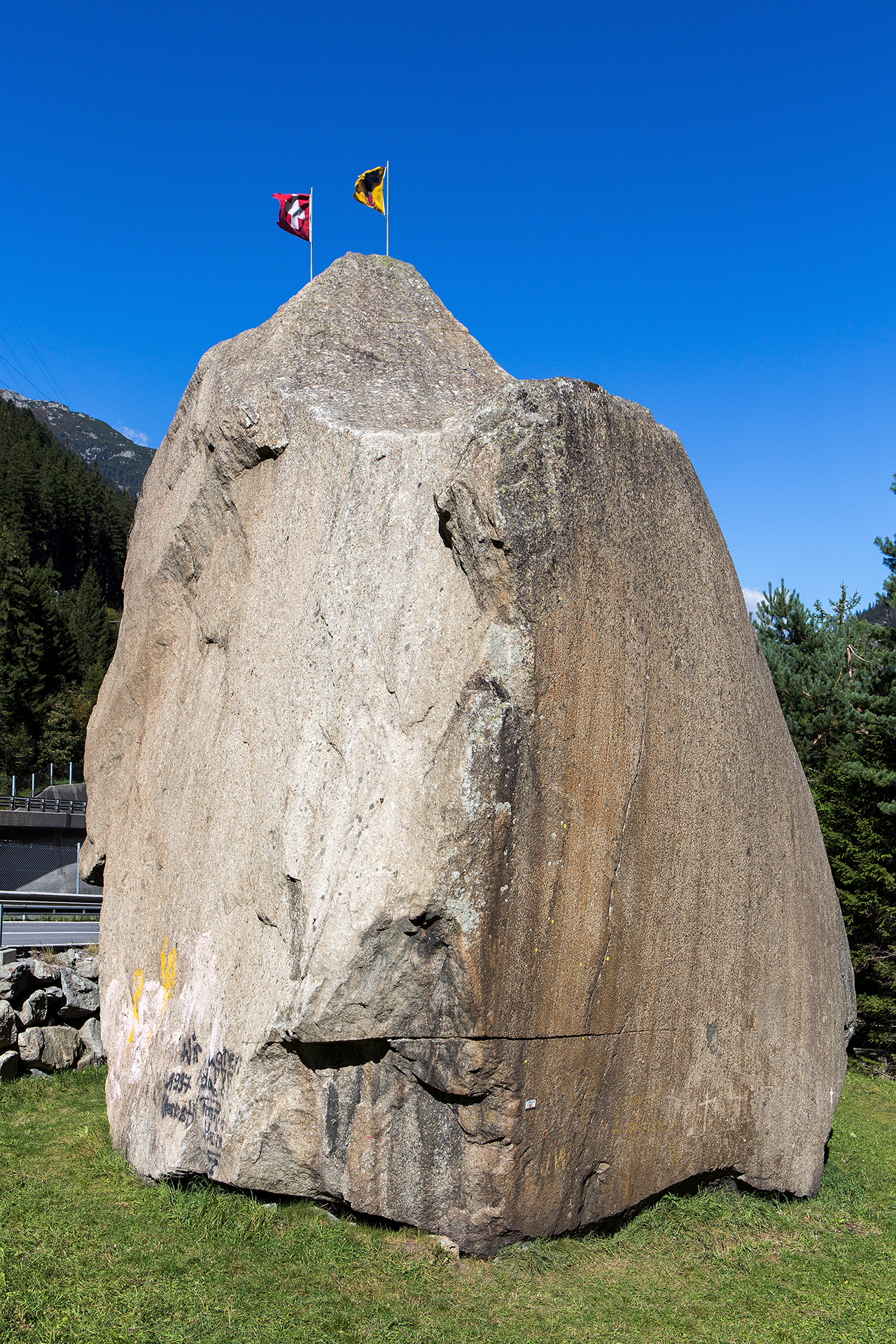
Ďáblův kámen dnes
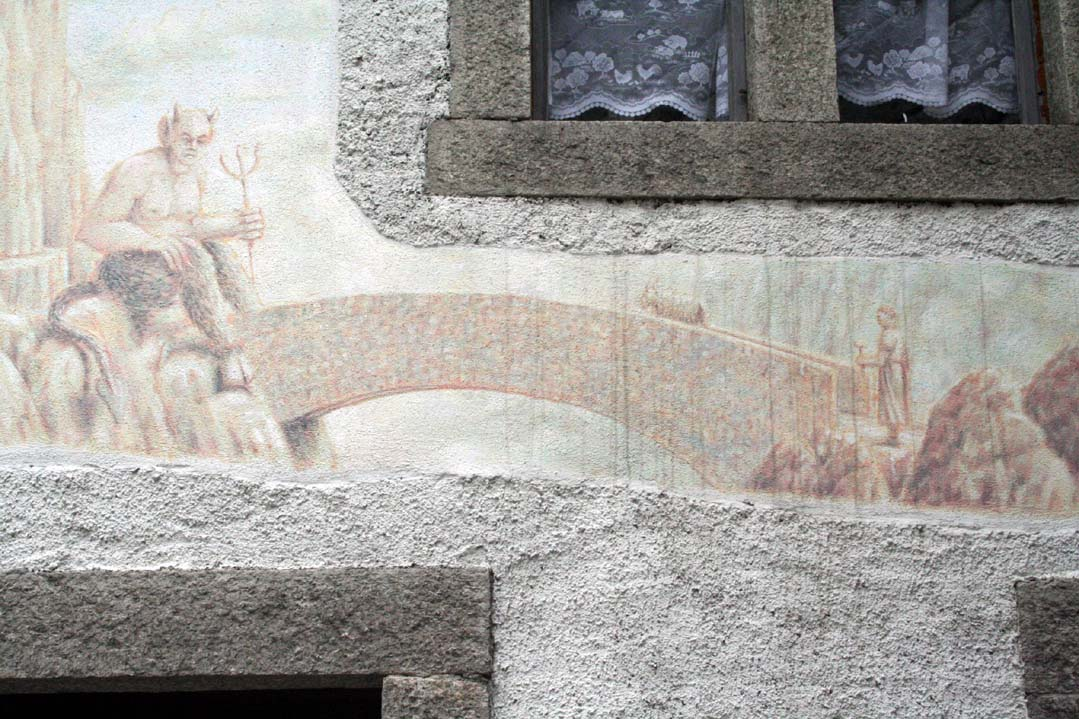
Nástěnná malba legendy o ďáblovi v Schöllenen
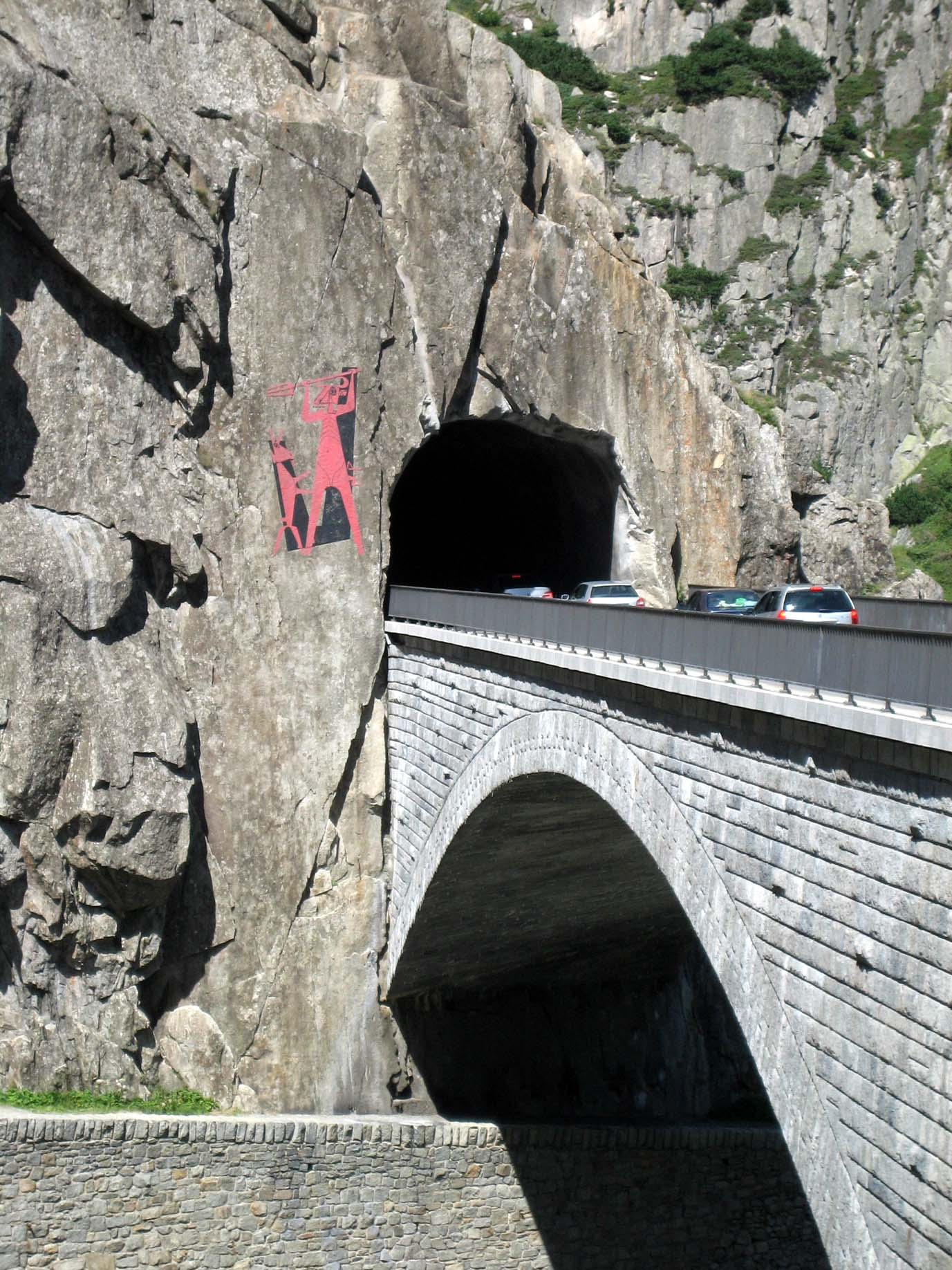
Obrázek automobilového mostu a ďábla

## Geologie
Schöllenenská soutěska vznikla vymíláním řeky Reuss v masivu Aar. Zdejší horninou je rovnozrnná a středně zrnitá biotitická žula s živci, které mají někdy slabě nazelenalou barvu.